# Hans Reichenbach
Hans Reichenbach, nemško-ameriški filozof in pedagog, * 26. september 1891, Hamburg, Nemčija, † 9. april 1953, Los Angeles, ZDA.
Bil je eden izmed glavnih predstavnikov dunajskega kroga in logičnega pozitivizma ter ustanovitelj Berlinske šole logičnega pozitivizma. Velikokrat je opisan kot »največji empirist 20. stoletja« (Salmon, 1977). Znan je tudi po filozofski raziskavi Einsteinove teorije relativnosti, kvantne mehanike, verjetnostnega računa, fizikalnih zakonov in kontroverznosti v znanosti fizike.

## Življenje
Reichenbach je bil sin prodajalca Bruna Reichenbacha in njegove žene, vzgojiteljice Selme Menzel. Imel je dva brata, novinarja in KAPD aktivista Bernharda Reichenbacha (1888 – 1975) ter muzikologa Hermanna Reichenbacha (1889 – 1958).
V letih 1910/11 je Reichenbach študiral gradbeništvo na visoki tehniški šoli v Stuttgartu (Technische Hochschule Stuttgart). Ta študij je kmalu opustil ter v Berlinu študiral matematiko, fiziko in filozofijo. Kasneje je enake predmete študiral tudi na univerzah v Göttingenu in Münchnu. Tam so bili njegovi profesorji med drugimi tudi Max Planck, Max Born, Ernst Cassirer, David Hilbert in Arnold Sommerfeld.
V letu 1915 je Reichenbach s svojim delom Koncept verjetnosti za matematično upodobitev resničnosti (Der Begriff der wahrscheinlichkeit für die matematische Darstellung der Wirklichkeit) doktoriral na univerzi Friedrich-Alexander-Universität Erlangen-Nurnberg. V naslednjem letu se je kot vojak boril v prvi svetovni vojni. Pozimi leta 1917/18 je v Berlinu nadaljeval študij. Takrat je spoznal Alberta Einsteina. Z njegovo pomočjo je Reichenbach leta 1920 habilitiral na Visoki tehniški šoli v Stuttgartu. Med drugim je poučeval tudi zgodovino filozofije, radiotehniko, relativnostno teorijo in filozofijo zgodovine.
Že pred vojno je bil skupaj s Karlom Augustom Wittfolgom zelo aktiven v socialističnih študentskih gibanjih. Reichenbach je med drugim napisal tudi program Socialistične študentske stranke Berlin (Sozialistiche Studentenpartei Berlin). Na Einsteinov predlog je bil Reichenbach leta 1926 imenovan za profesorja filozofije fizike na univerzi v Berlinu. Leta 1930 je skupaj z Rudolfom Carnapom ustanovil pozitivistični časopis Erkenntnis (“Spoznanje”).
Reichenbach je bil med prvimi docenti, ki so bili odpuščeni zaradi Hitlerjeve politike. Svojo profesuro je nadaljeval na univerzi v Istanbulu v Turčiji. Leta 1938 se je preselil v ZDA in tam do svoje smrti učil na Kalifornijski univerzi (University of California, Los Angeles). Leta 1948 je postal član Ameriške akademije znanosti in umetnosti (American Academy of Arts and Sciences).

## Delo in filozofski pristop
Reichenbach se je najprej ukvarjal predvsem z Einsteinovo relativnostno teorijo. V sredini 20. let dvajsetega stoletja je postal eden glavnih predstavnikov logičnega empirizma (tudi logični pozitivizem) v Nemčiji. Leta 1930 je skupaj z Rudolfom Carnapom prevzel vodstvo časopisa Erkenntnis, ki je poudarjal povezanost filozofije z drugimi znanostmi. Ta miselnost je Reichenbacha ločila od Dunajskega kroga, zato se je začel povezovati z Berlinskim krogom.
V 30. letih dvajsetega stoletja se je Reichenbach ukvarjal z verjetnostno logiko. Za verjetnostni opis kvantne mehanike je Reichenbach konstruiral tako imenovano ternarno logiko s tremi stanji: resnično, neresnično in nedoločeno. Ima tri vrste negacije: izključujočo, diametralno in celostno negacijo ter tri vrste implikacije: standardno, alternativno in kvazi implikacijo.
Reichenbach je verjel v obstoj zunanjega sveta, ki je neodvisen od našega zavedanja. V svojem delu Experience and Prediction ga razlaga in utemeljuje z verjetnostno teorijo.

## Filozofija fizike
Reichenbachova znanstvena zanimanja so bila skoraj vedno izključno v fiziki. Kemijo je imel zgolj za dodatek svojega dela. V biologiji Reichenbach pusti odprto možnost, da življenje vsebuje fenomene, ki se jih ne da razložiti s fiziko, razočaran pa je bil nad teorijo evolucije.
Verjel je, da Freudove psihoanalitske teorije podpirajo njegovi dokazi. V Los Angelesu je držal stike s psiho-analitskim inštitutom, kjer je občasno tudi poučeval. Kot študent se je zelo zanimal za psihologijo, vendar pa nikoli ni objavil nobene knjige o psihologiji.
Najbolj izvirno delo Reichenhacha v temeljih fizike je objavljeno v treh knjigah, »Axiomatization of the Theory of Relativity«, »Philosophical Foundations of Quantum Mechanics« in »The Direction of Time«. Prvo delo poskuša prikazati empiristično strukturo raznih vrst in (manj podrobno) splošne teorije relativnosti iz eksperimentalno dostopnih razmerij, drugo razpravlja o ternarni valovni logiki v kvantni mehaniki, tretje pa predstavlja probleme v metafiziki in fiziki.
Kot smo že prej omenili se je, v 30.letih dvajsetega stoletja, Reichenbach ukvarjal z verjetnostno logiko. Za verjetnostni opis kvantne mehanike je Reichenbach konstruiral tako imenovano ternarno logiko s tremi stanji: resnično, neresnično in nedoločeno. Ima tri vrste negacije: izključujočo, diametralno in celostno negacijo ter tri vrste implikacije: standardno, alternativno in kvazi implikacijo.
Reichenbach je verjel v obstoj zunanjega sveta, ki je neodvisen od našega zavedanja. V svojem delu "Experience and Prediction" ga razlaga in utemeljuje z verjetnostno teorijo. Za to Reichenbach uporabi miselni eksperiment, imenovan tudi Reichbach’s Cube (Reichenbachova kocka). Ideja tega eksperimenta je, da živi celotno človeštvo v neprosojni kocki, zunaj nje pa letajo ptice. Sence ptic se projecirajo na notranjo stran plašča kocke. Sence so sistematsko popačene tako, da se senca enega ptiča pojavlja na več mestih. Prebivalci kocke sprva verjamejo, da so sence naključne in da jih ne povzroča nekaj resničnega zunaj kocke. Nekega dne genij, ki ga Reichenbach imenuje Kopernikus, opazi vzorec v pojavljanju teh senc. Na ta način dokaže, da je naključna podobnost med sencami manj verjetna kot obstoj zunanjega sveta, ki povzroča sence. Reichenbach prenese rezultat miselnega eksperimenta na situacijo človeštva; celo če bi prebivalci kocke naluknjali stene kocke, bi se še vedno spraševali, ali izkušnje v njihovem zavednem obstajajo ali so povzročene s strani neodvisnega zunanjega sveta. Tukaj govori teorija verjetnosti v prid zadnjemu.
Njegova najbolj znana knjiga »The Philosophy of Space and Time«, ki je hkrati njegovo najmanj izvirno delo, združuje teorije o času in prostoru, teorije Helmholtzovega in Poincaréjevega konvencionalizma v geometriji, in opisuje Einsteinove posebne in splošne teorije relativnosti iz vidika aksiomatizacije.
Reichenbachov argument je prilagoditev verjetnostnih funkcij Poincaréja. Opisujemo dogodke zbrane v histogramu (vsak naslednji dogodek je meritev pri naslednjem času; čas narašča na abscisi) v katerem se izmenično menjavajo ozki črni in beli stolpiči, ki so enako veliki, Reichenbach trdi, da ko narašča število neodvisnih dogodkov (se širina stolpičov se zmanjša) je razmerje med črnimi in belimi dogodki, znotraj katerega koli intervala abscise, limita 1 (se neskončno približa 1)
V primeru histograma je verjetnostna porazdelitvena funkcije (pove verjetnost, da bo x imel neko vrednost), ki prikazuje dva različna dogodka (pobarvani enaki veliki stolpci s črno in belo). To so v bistvu pojavna razmerja. Reichenbahova teorija pravi, da če x (v tem primeru čas) spremenimo v dva ali več razredov/intervalov (v primeru histograma beli intervali, ali črni intervali, lahko pa tudi več barv) zelo majhnih intervalov z enako širino, v natančno zaporedje in sorazmerje, bo verjetnost da se za vrednost x pojavi vrednost znotraj vsakega določenega razreda, definirane kot limita vsote pravokotnikov, ki se dotikajo krivulje. To velja za vse "lepe funkcije", oziroma natančno da je integrabilna na Riemmanove funkcije (določen tip integrala)

## Dela

### Članki
- Erwiderung auf H. Dinglers Kritik an der Relativitätstheorie. In: Physikalische Zeitschrift, Band 22, 1921, S. 379–384.
- Bericht uber eine Axiomatik der Einsteinschen Raum-Zeit-Lehre. In: Physikalische Zeitschrift, Band 22, 1921, S. 683–686.
- Der gegenwärtige Stand der Relativitatsdiskussion. In: Logos, Band X, 1922, Nr. 3, S. 316–378.
- Die Bewegungslehre bei Newton, Leibniz und Huyghens. In: Kant-Studien, Band 29, 1924, S. 416–438.
- Die Kausalstruktur der Welt und der Unterschied von Vergangenheit und Zukunft. In: Sitzungsberichte der Bayerischen Akademie der Wissenschaft, November 1925, S. 133–175.
- Stetige Wahrscheinlichkeitsfolgen. In: Zeitschrift für Physik, Band 53, 1929, Nr. 3–4, S. 274–307.
- Ziele und Wege der physikalische Erkenntnis. In: Handbuch der Physik, Hans Geiger, Karl Scheel (Herausgeber), Band IV, Julius Springer, Berlin 1929, S. 1–80.
- Die philosophische Bedeutung der modernen Physik. In: Erkenntnis 1, 1930, S. 49–71. •	Zum Anschaulichkeitsproblem der Geometrie. In: Erkenntnis 2, 1931, S. 61–72.
- Kant und die Naturwissenschaft. Die Naturwissenschaften, Band 21, 1933, Nummern 33–34, S. 601–606. •	Die logischen Grundlagen des Wahrscheinlichkeitsbegriffs. In: Erkenntnis 3, 1933, S. 401–425.
- Wahrscheinlichkeitslogik als Form des wissenschaftlichen Denkens. In: Actes du Congrès international de philosophie scientifique 4, 1935, S. 24–30.
- Reply to Ernest Nagel’s Criticism of My Views on Quantum Mechanics. In: Journal of Philosophy 43, 1946, S. 239–247.
- Rationalism and Empiricism: An Inquiry into the Roots of Philosophical Error. In: The Philosophical Review 57, 1948, S. 330–346.
- The Philosophical Significance of the Theory of Relativity. In: P. A. Schilpp (Hrsg.): Albert Einstein: Philosopher- Scientist, La Salle (Ill.): The Library of Living Philosophers Inc., 1949, S. 287–311.
- A Conversation between Bertrand Russell and David Hume. In: The Journal of Philosophy 46, 1949, S. 545–549. •	Are Phenomenal Reports Absolutely Certain? In: The Philosophical Review 61, 1952, S. 147–159.

### Knjige
- Der Begriff der Wahrscheinlichkeit für die mathematische Darstellung der Wirklichkeit. In: Zeitschrift für Philosophie und philosophische Kritik, 1916, Nr. 161, 210–239; Nr. 162, 9–112, 223–253. Zugleich Diss. Erlangen 1915.
- Relativitätstheorie und Erkenntnis apriori. Springer, Berlin 1920.
- Axiomatik der relativistischen Raum-Zeit-Lehre. Vieweg & Sohn, Braunschweig 1924.
- Von Kopernikus bis Einstein. Der Wandel unseres Weltbildes. Ullstein, Berlin 1927.
- Philosophie der Raum-Zeit-Lehre. Walter de Gruyter, Berlin, Leipzig 1928.
- Atom und Kosmos. Das physikalische Weltbild der Gegenwart. Deutsche Buch-Gemeinschaft, Berlin 1930.
- Ziele und Wege der heutigen Naturphilosophie. Felix Meiner, Leipzig 1931.
- Wahrscheinlichkeitslehre. Eine Untersuchung uber die logischen und mathematischen Grundlagen der Wahrscheinlichkeitsrechnung. Sijthoff, Leiden 1935.
- Experience and Prediction. An Analysis of the Foundations and the Structure of Knowledge, University of Chicago Press, Chicago, 1938.
- Philosophic Foundations of Quantum Mechanics. University of California Press, Berkeley 1944.
- Elements of Symbolic Logic. Macmillan Co., New York 1947.
- Philosophy and Physics. Faculty research lectures (1946), University of California Press, Berkeley 1948.
- The Rise of Scientific Philosophy. University of California Press, Berkeley 1951.
- Nomological Statements and Admissible Operations. North-Holland Publishing Company, Amsterdam 1954.
- The Direction of Time. H. Reichenbach, Herausgeber. University of California Press, Berkeley 1956.

### Zbirke člankov
- Defending Einstein. Hans Reichenbach’s Writings on Space, Time and Motion; herausgegeben von Steven Gimbel. Cambridge University Press, Cambridge 2006 englische Übersetzungen unter anderem von kleineren, im Zuge der Kontroversen um die Relativitätstheorie entstandenen Aufsätzen Reichenbachs, die heute ansonsten nur schwer greifbar sind
- Ziele und Wege der heutigen Naturphilosophie. Fünf Aufsätze zur Wissenschaftstheorie; herausgegeben von Nikolay Milkov. Meiner, Hamburg 2011 unter anderem Ziele und Wege der heutigen Naturphilosophie und Die philosophische Bedeutung der modernen Physik

### Zbirke del
- Gesammelte Werke: in 9 Banden; herausgegeben von Andreas Kamlah und Maria Reichenbach, Wiesbaden: Vieweg
- 1977 Bd. 1: Der Aufstieg der wissenschaftlichen Philosophie •	1977 Bd. 2: Philosophie der Raum-Zeit-Lehre •	1979 Bd. 3: Die philosophische Bedeutung der Relativitatstheorie
- 1983 Bd. 4: Erfahrung und Prognose: eine Analyse der Grundlagen und der Struktur der Kenntnis •	1989 Bd. 5: Philosophische Grundlagen der Quantenmechanik und Wahrscheinlichkeit
- 1999 Bd. 6: Grundzüge der symbolischen Logik
- 1994 Bd. 7: Wahrscheinlichkeitslehre: eine Untersuchung über die logischen und mathematischen Grundlagen der Wahrscheinlichkeitsrechnung vom Verlag angekündigter Bd. 8: Kausalität und Zeitrechnung